# Brodské
Brodské é um município na Eslováquia em  Distrito de Skalica na Região de Trnava.

## Geografia
O Município fica numa altitude de 159 metros e possui uma área de 19,893 km². Tem uma população de 2.277 pessoas.

## Demografia
| Ano:        | 1994 | 2004   | 2014   | 2024   |
| ----------- | ---- | ------ | ------ | ------ |
| Broj ljudi: | 2400 | 2374   | 2322   | 2248   |
| Razlika:    |      | -1,08% | -2,19% | -3,18% |

| Ano:               | 2023 | 2024   |
| ------------------ | ---- | ------ |
| Número de pessoas: | 2257 | 2248   |
| Diferença:         |      | -0,39% |